# ميلتون فروم
ميلتون فروم (بالإنجليزية: Milton Frome)‏ هو ممثل أمريكي، ولد في 24 فبراير 1909 بفيلادلفيا في الولايات المتحدة، وتوفي في 21 مارس 1989 في الولايات المتحدة.

## أعمال

### أفلام
- (1966) باتمان

## وصلات خارجية
- ميلتون فروم على موقع IMDb (الإنجليزية)
- ميلتون فروم على موقع قاعدة بيانات برودواي على الإنترنت (الإنجليزية)
- ميلتون فروم على موقع قاعدة بيانات الفيلم (الإنجليزية)